# Gazax-et-Baccarisse
Gazax-et-Baccarisse település Franciaországban, Gers megyében. Lakosainak száma 69 fő (2022. január 1.). Gazax-et-Baccarisse Armous-et-Cau, Bassoues, Louslitges, Peyrusse-Grande és Peyrusse-Vieille községekkel határos.

## Népesség
A település népességének változása:
| Lakosok száma | 119  | 129  | 106  | 99   | 83   | 83   | 80   | 73   | 72   | 69   |
|               | 1968 | 1982 | 1990 | 2006 | 2013 | 2015 | 2017 | 2019 | 2020 | 2022 |